# Heinrich von Tunna
Heinrich von Tunna, noto anche come Heinrich Bart (XII secolo – XIII secolo), è stato il terzo Gran maestro dell'Ordine teutonico dal 1208 al 1209.

## Biografia
Il suo breve periodo di governo, di un solo anno, non ci ha consentito di conservare molte notizie sulla sua vita; di noto, si sa che proseguì l'opera del proprio predecessore per tentare di rendere sempre più indipendente l'Ordine Teutonico da quello dei Templari e dei Cavalieri Ospitalieri.